# Jay Stansfield
Jay Stansfield (Tiverton, 24 de noviembre de 2002) es un futbolista británico. Juega de delantero y su equipo es el Birmingham City F. C. de la EFL Championship.

## Trayectoria
Tras formarse en las filas inferiores del Fulham F. C., finalmente debutó con el primer equipo el 22 de enero de 2020 en un encuentro de la EFL Championship contra el Charlton Athletic F. C., sustituyendo a Josh Onomah en el minuto 88 en un encuentro que finalizó con un resultado de empate a cero.
Durante la temporada 2022-23 estuvo cedido en el Exeter City F. C., equipo con el que marcó nueve goles en 39 partidos. La siguiente campaña volvió a ser prestado, siendo el Birmingham City F. C. su destino. Fue el máximo goleador durante la temporada y regresó el 31 de agosto de 2024 firmando un contrato de siete años.

## Clubes
| Club                             | País       | Año       | Partidos | Goles |
| -------------------------------- | ---------- | --------- | -------- | ----- |
| Fulham F. C.                     | Inglaterra | 2020-2022 | 8        | 1     |
| Exeter City F. C. (préstamo)     | Inglaterra | 2022-2023 | 39       | 9     |
| Birmingham City F. C. (préstamo) | Inglaterra | 2023-2024 | 47       | 13    |
| Fulham F. C.                     | Inglaterra | 2024      | 2        | 1     |
| Birmingham City F. C.            | Inglaterra | 2024-     | 44       | 23    |

## Palmarés

### Títulos internacionales
| Título          | Equipo            | Sede       | Año  |
| --------------- | ----------------- | ---------- | ---- |
| Eurocopa Sub-21 | Inglaterra sub-21 | Eslovaquia | 2025 |